# Zeestraat (Den Haag)

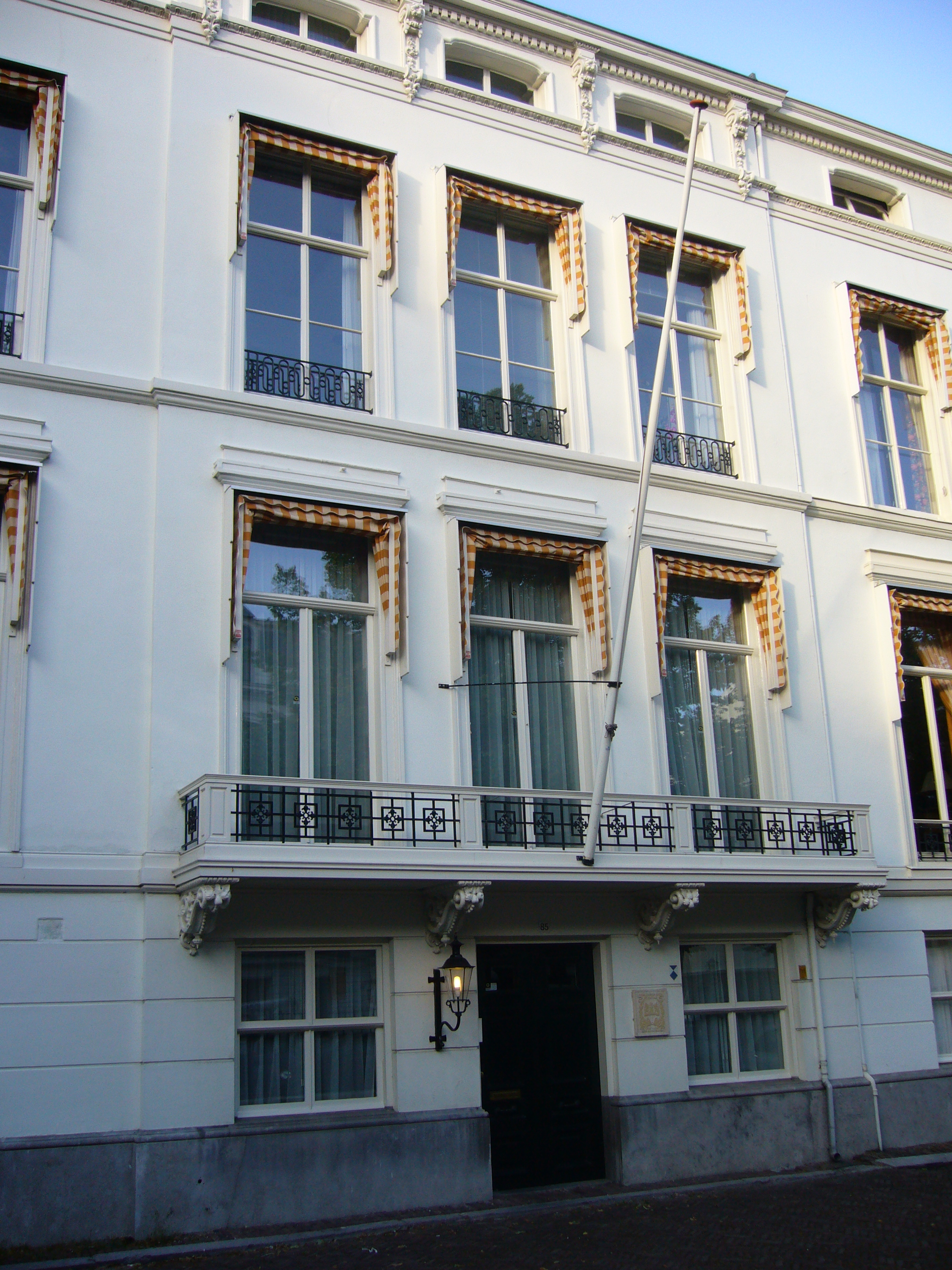
Nr 85: Oorlogsgravenstichting

De Zeestraat in Den Haag is het verlengde van het Noordeinde richting Scheveningen. Aan de straat liggen tientallen rijksmonumentale gebouwen.

## Buiten de singels
Tot het einde van de 17de eeuw lag Den Haag voornamelijk binnen de singels. Tussen Den Haag en Scheveningen waren duingebieden
waar gejaagd werd, waar molens en een enkele boerderij stonden, waar schapen liepen en waar landgoederen lagen zoals Zorgvliet en Clingendael.
Om naar Scheveningen te gaan, verliet men de stad door een poort aan het einde van het Noordeinde. Met een veer en later over de Scheveningsebrug stak men de singel over. Het heet aan de rechterkant nog steeds de Scheveningse Veer, aan de linkerkant ligt de Hoge Wal, waaraan de Koninklijke Stallen liggen die verbonden zijn met de tuin achter het Paleis Noordeinde. De Zeestraat en haar verlengde, de Scheveningse Zeestraat, later de Scheveningseweg genoemd, werden in het midden van de 17de eeuw aangelegd.
Aan de overkant van de singel stonden koetsen en koetsiers, men kon hen huren om naar Scheveningen te gaan over een zandpad waarlangs aan de rechterkant in het begin de Haagse Beek stroomde richting de Hofvijver. Deze beek kwam vanaf Loosduinen, en splitste zich naar rechts naar de toekomstige Zeestraat en naar links, waar hij richting het huidige Nassauplein ging en vandaar naar de Schelpkade, waarna hij op dezelfde singel uitkwam. Pas in 1931 werd de Haagse Beek in de Zeestraat overkluisd.

## Bebouwing vóór 1800
Op een prent van Den Haag uit de eerste helft van de 18de eeuw zien we dat er een brug is tussen het Noordeinde en wat nu de Zeestraat heet, dat er al bebouwing is aan de zuidoostzijde, maar nog alleen weiland aan de noordwestkant. Dat weiland aan de noordwestkant tot aan de Schippertjesvaart was in bezit van Lambertus van Kleeff, houtkoopman (en later rentenier), die zelf aan het Hoge Westeinde woonde. Hij had een loods aan de Zeestraat, op wat nu de Kortenaerkade is, misschien net zichtbaar op een kaart uit 1747. Vanaf 1766 ver(erf)pachtte hij land langs de Zeestraat, steeds 150 rijnlandse voet diep, vanaf het midden van de sloot tussen de weg en het land; dat is tot waar nog steeds de achtertuinen doorlopen (behalve van de huidige nummers 52-58). Het eerste en grootste perceel, van achter zijn loods tot aan "het blaauwe hek" is 276 voet breed (t/m het huidige nummer 50) en ging naar Arnoldus Theodorus Zoodaar, meester timmerman en schrijnwerker (en koopman in houtwaren in 1788), die er met Gerrit Jan Dibbets, ook meestertimmerman en schrijnwerker, huizen op zette en deze dan weer verkocht. In 1779 verkreeg Anna Elisabeth Kraft (Wed. Cornelis van der Laan) de volgende 50 voet in erfpacht (nu nummer 52 en 54), tegelijk met Mr Hendrik Justus van Oldenbarnevelt genaamt Witte Tullingh die de erfpacht kreeg van 100 voet (nu nummer 56 t/m 60g). Later dat jaar volgde Jean Maritz, s'Lands Grofschutgieter, met eerst 50 voet, wat hij later met nog eens 20 voet uitbreidde (nu nummer 62 en de helft van 64). Ten slotte verwierf in 1780 Batholomeus Planta de resterende 210 voet tot aan wat nu de Bazarstraat is.

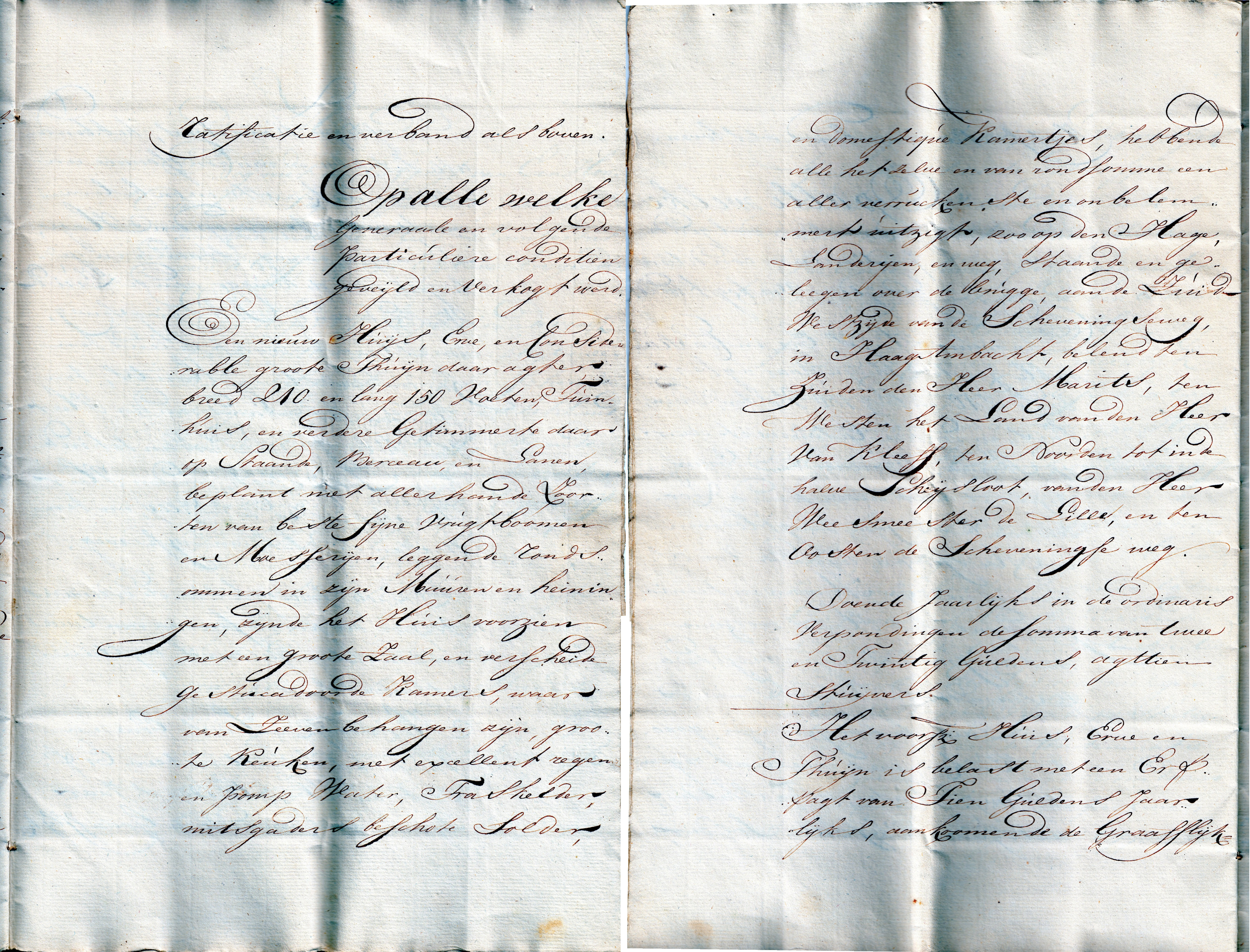
Veilingdocument uit 1786 met een beschrijving van het te veilen huis

Na het overlijden van Planta wordt in 1786 zijn huis geveild en daarvan is een beschrijving van het huis: "Een nieuw Huijs, Erve en Considerable groote Thuijn daaragter, breed 210 en lang 150 voeten, Tuinhuis, en verdere Getimmerte daar op Staande, Berceau, en Lanen, beplant met allerhande Zoorten van beste fijne vrugtboomen en Moesserijen, leggende rondsommen in zijn Muuren en heiningen, zijnde het Huis voorzien met een groote Zaal, en verscheide gestucadoorde Kamers, waar van Zeeven behangen zijn, groote Keuken, met excellent regen en pomp Water, Traskelder, mitsgaders beschote Solder, En domestique Kamertjes, hebbende alle het zelve en van rondsomme een aller verruckenste en onbelemmert uitzight, zoo op den Hage, Landerijen, en weg Staand en geleegen over de brugge, aan de Zuid Westzijde van de Scheveningseweg, in Haag Ambacht, belend ten Zuiden den heer Marits, ten Westen het Land van den Heer Van Kleeff, ten Noorden tot in de halve Scheijsloot, van den Heer Weesmeester de Lille, en ten Oosten de Scheveningse weg." Het klinkt als een voorbode van het Willemspark in de volgende eeuw.

## Stadsuitbreiding
Na de Franse tijd, en vooral door toedoen van koning Willem II, werd begonnen met de stadsuitbreiding richting Willemspark. Eerst werd het park aangelegd zodat hij er prettig kon paardrijden. Aan de noordkant liet hij stallen bouwen, en vandaar doorkruiste een laan (later Sophialaan genoemd) het park naar de zuidkant, waar de Noordmolen stond. Aan weerszijden van de laan stonden linden die in het begin van de 20ste eeuw ziek werden en door paardenkastanjes werden vervangen.
Het Willemspark werd aan de zuidkant begrensd door een zandweg, die naar Scheveningen ging. Hierover liepen de Scheveningse vissersvrouwen naar de stad om hun vis naar de markt te brengen.
Om de Zeestraat te ontwikkelen, werd er op aandringen van Willem II een badhuis (1842) gebouwd. De meeste huizen aan de Zeestraat zijn uit de tweede helft van de 19de eeuw.

#### Noordmolen

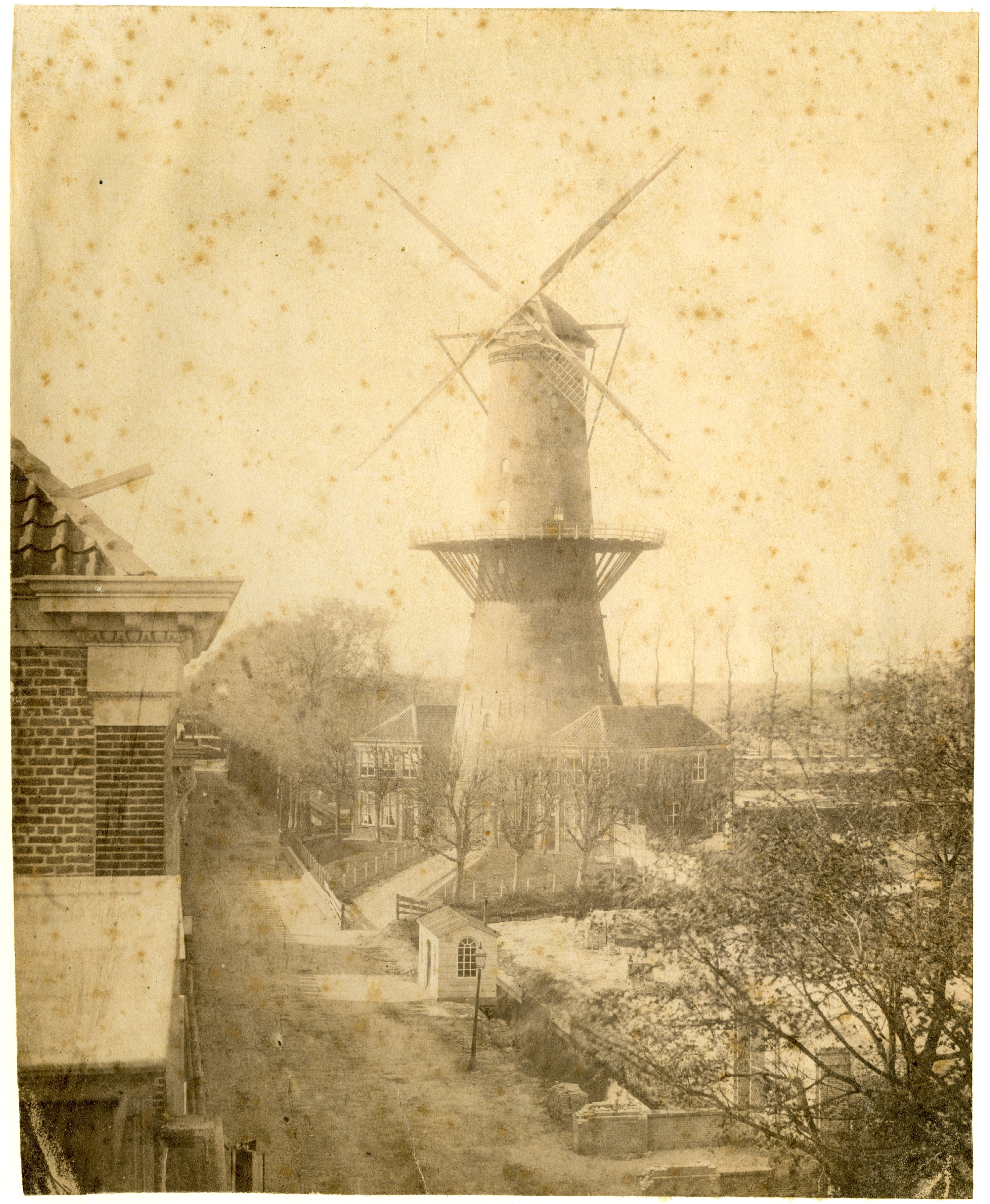
Noordermolen in ca. 1855

Aan de noordkant van de Zeestraat, op de hoek van de (latere) Sophialaan, stond de Noordmolen, een houten, grafelijke, zogenoemde dwangmolen uit de 14de eeuw. Boeren moesten hier hun graan laten malen. De molen raakte in de loop van de tijd in verval, werd afgebroken en in 1668 in steen herbouwd. Deze molen kreeg de naam Noord Leliemolen, genoemd naar de lelie in de versiering op de romp. De molen werd in 1779 verhoogd tot een stellingmolen om meer wind te kunnen vangen. In 1830 werd de molen aangekocht en gerestaureerd door zes bakkers, w.o. Gerardus Nicola; hij overleefde de andere vijf bakkers en de molen raakte bekend als de Molen van Nicola. Zijn familieleden hebben later Lensvelt Nicola opgericht. In 1798 werd de molen opnieuw verbouwd. Om de molen was een erf met twee huizen, twee paardenstallen, een hooizolder en een schuur. Voor de molen stond een klein wachthuisje. Hier moesten de boeren hun graan wegen, en erover belasting betalen. De Haagse Beek liep er met een bocht omheen.
De Noord Leliemolen werd in 1858 gekocht door Johannes Jacobus Nieuwenhuijzen (spiegelmaker), Cornelis Krulder (meester-timmerman) en zijn zwager Johannes Delia (architect), die hem volgens afspraak moesten afbreken. Ook moesten zij het perceel binnen drie jaar bebouwen en de bocht in de Beek dichtmaken zodat de gemeente hem rechtdoor kon trekken. De bouwontwerpen moesten aan B&W worden voorgelegd, die immers van het Willemspark een mooie villawijk wilden maken. Er kwamen een zestal huizen, die iets terugspringen omdat de Haagse Beek er voor liep. De huizen werden verhuurd en werden al snel het 'rijkeluishofje' genoemd. De verhuur aan rijke mensen beviel hun goed, en hierna bouwden zij Mauritskade 19-33, Amaliastraat 2-16, Oranjestraat 4-10 en Parkstraat 6-18, alle met hetzelfde doel.
Keek men langs de Noord Leliemolen naar rechts, dan zag men nog twee molens, vlakbij stond een molen waar nu het Plein 1813 is, en in de verte stond de Mallemolen, een molen die binnen een jaar door een storm zoveel schade opliep dat er een wiek brak, die nooit gerepareerd werd. Waar de Mallemolen stond is nu een hofje.

#### Badinrichting
In 1842 werd in opdracht van Willem II de Thermische Badinrichting gebouwd, waar zwaveldampbaden, aromatische Russische dampbaden, minerale baden met zwavel, staal, jodium etc. kwamen. Het werd groots opgezet, het terrein was omringd door een muur met kantelen. Na het overlijden van Willem II moest Willem III allerlei verkopen om de schulden van zijn vader af te lossen. Zo verkocht hij in 1852 de badinrichting aan Krulder & Delia. Na de sloop werden er enkele huizen naast de bazar gebouwd.

#### 'Groote Koninklijke Bazar'
Het plan om een bazar te vestigen is van koning Willem II. Die bezat veel panden en grond rondom de Zeestraat. Een van die panden stelde hij beschikbaar aan Dirk Boer, die een winkeltje in curiosa had op het Plein naast het Binnenhof. Op 7 juni 1843 verhuist Dirk Boer zijn winkeltje naar het veel grotere pand in de Zeestraat en noemt het de 'Groote Koninklijke Bazar'. Nu is daar het museum voor Communicatie gevestigd. De bazar van Dirk Boer was een bonte verzameling van allerlei curiosa. Een mengelmoes van winkel, museum en rariteitenkabinet. Een ontmoetingsplaats voor de gefortuneerde chique van Den Haag. Er waren verschillende zalen, zoals een ‘Zaal der Antieken’, een ‘Koepelzaal’ en een ‘Japansche Zaal’. En vanaf 1862 een ‘Schilderijenzaal’ waar kunstenaars gelegenheid kregen hun werk te exposeren. Het aanbod van de bazar was breed: oriëntaalse snuisterijen, lampionnen, oosterse (kunst)voorwerpen. Er werden oude en moderne schilderijen, bronzen en terracotta beelden verkocht, gasornamenten, lampen, pendules, maar ook lederwaren, snuisterijen, porselein, kristal en Delfts aardewerk tot gehele ameublementen aan toe. 
Toen Willem II in 1849 overleed kocht Dirk Boer van de erven van de koning een stuk grond dat in het toen nog onbebouwde ‘Kleine Veentje’ lag. Daar, achter de bazar, legde hij een aantal exotische tuinen aan, waaronder een ‘Chineeschen bloementuin’, een ‘Turksche tuin’ en een vijverpark die toegankelijk waren voor wandelliefhebbers. Toen in de jaren '60 van de negentiende eeuw het Zeeheldenkwartier werd aangelegd, moesten deze tuinen stukje bij beetje plaatsmaken voor nieuwbouw. Er ontstond behoefte aan een verbinding tussen de Sophialaan en de nieuwe Anna Paulownastraat. Dirk Boer legde op eigen kosten in 1868 een straat aan die hij de naam van zijn winkel gaf.  
De economische crisis van 1929 (The Great Depression) had ook gevolgen voor de Groote Koninklijke Bazar. De kooplust van de welgestelden nam enorm af en bovendien was er meer concurrentie o.a. van de in 1926 geopende, veel modernere Bijenkorf. Op 5 december 1927 valt het doek en sluit de 'Groote Koninklijke Bazar' voor altijd zijn deuren.

#### Gebouw Willemspark

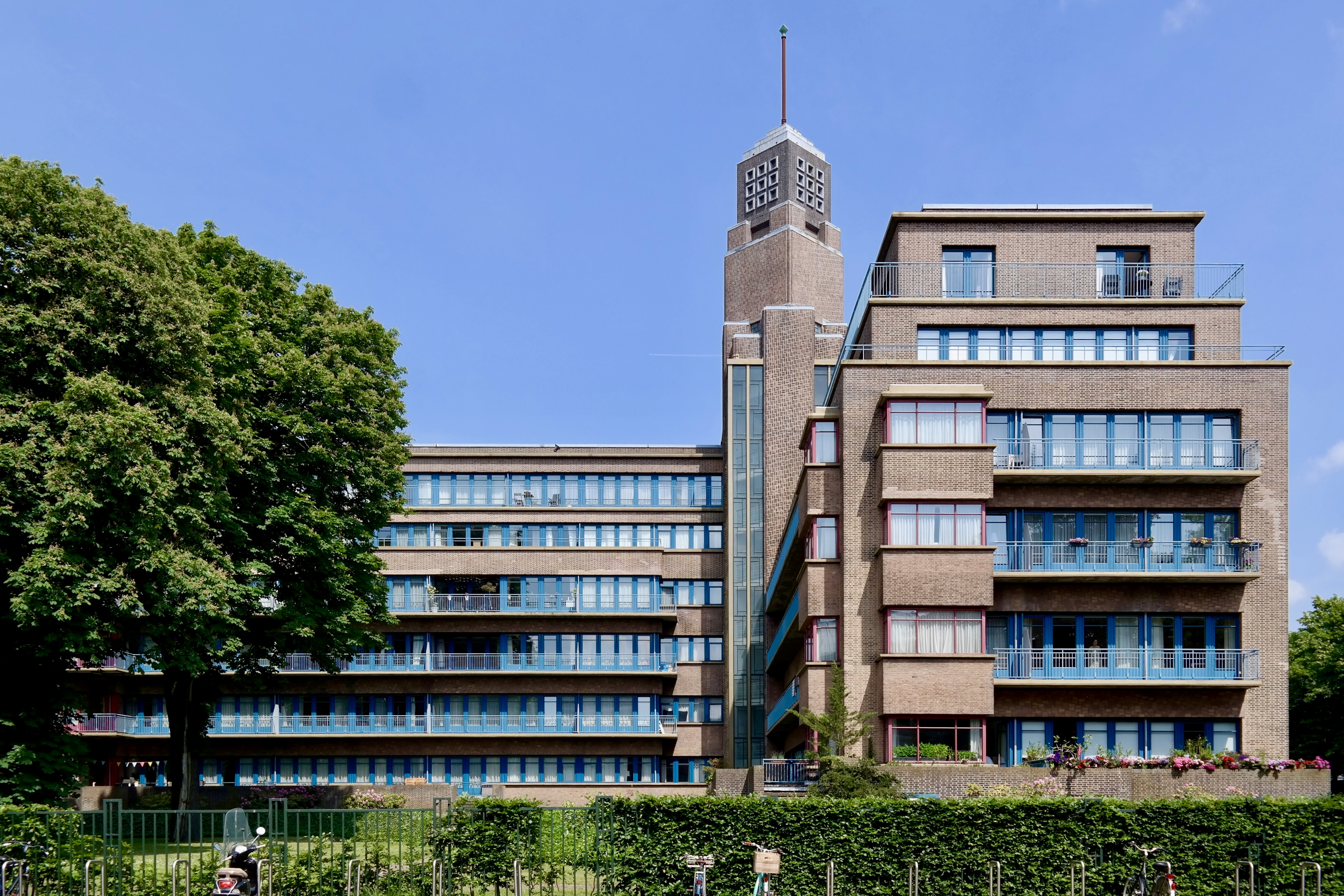
Gebouw Willemspark in 2018

#### Zuidkant van de Zeestraat

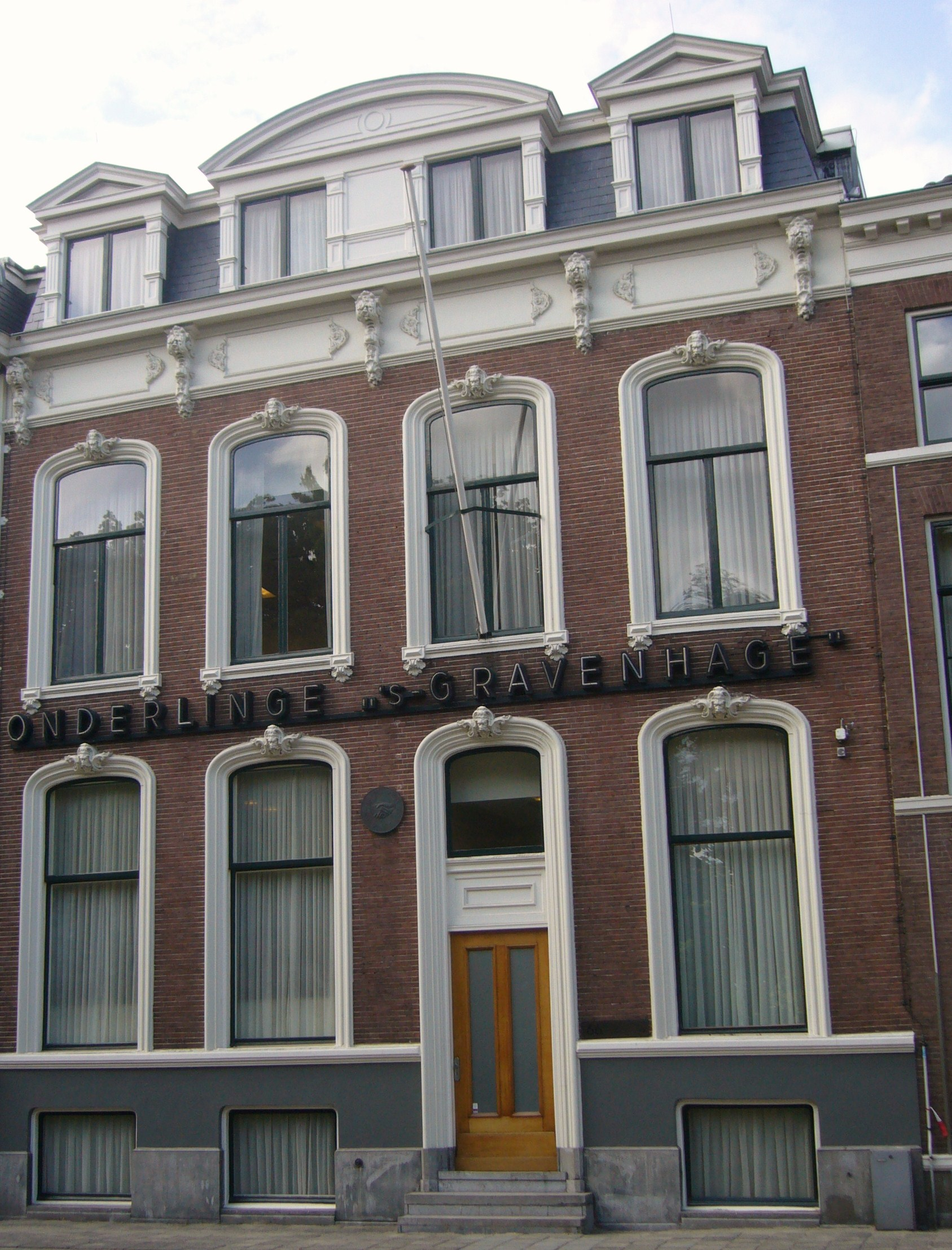
66b: Onderlinge 's-Gravenhage
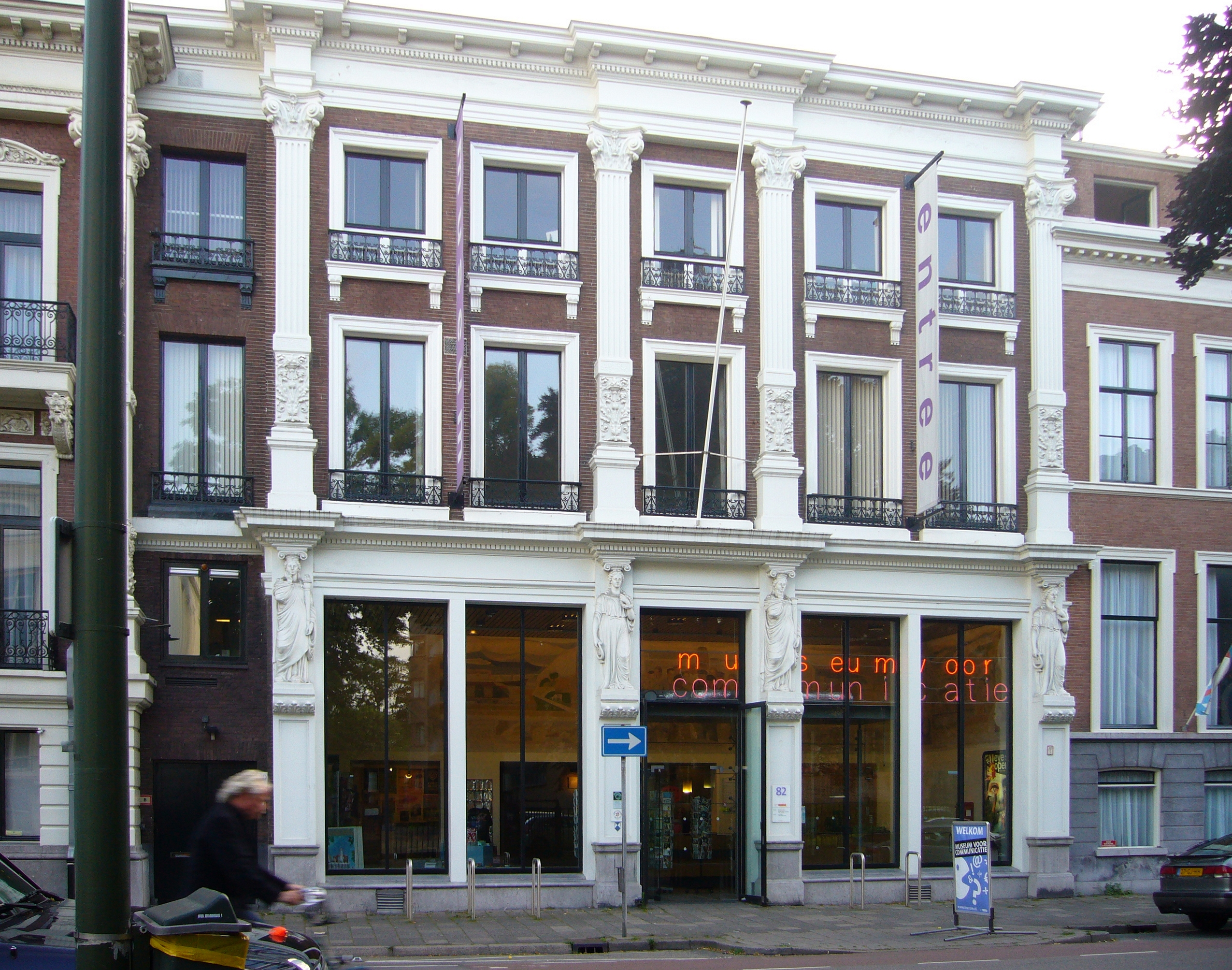
82: Museum voor Communicatie, voorheen genaamd Postmuseum

#### Noordkant van de Zeestraat

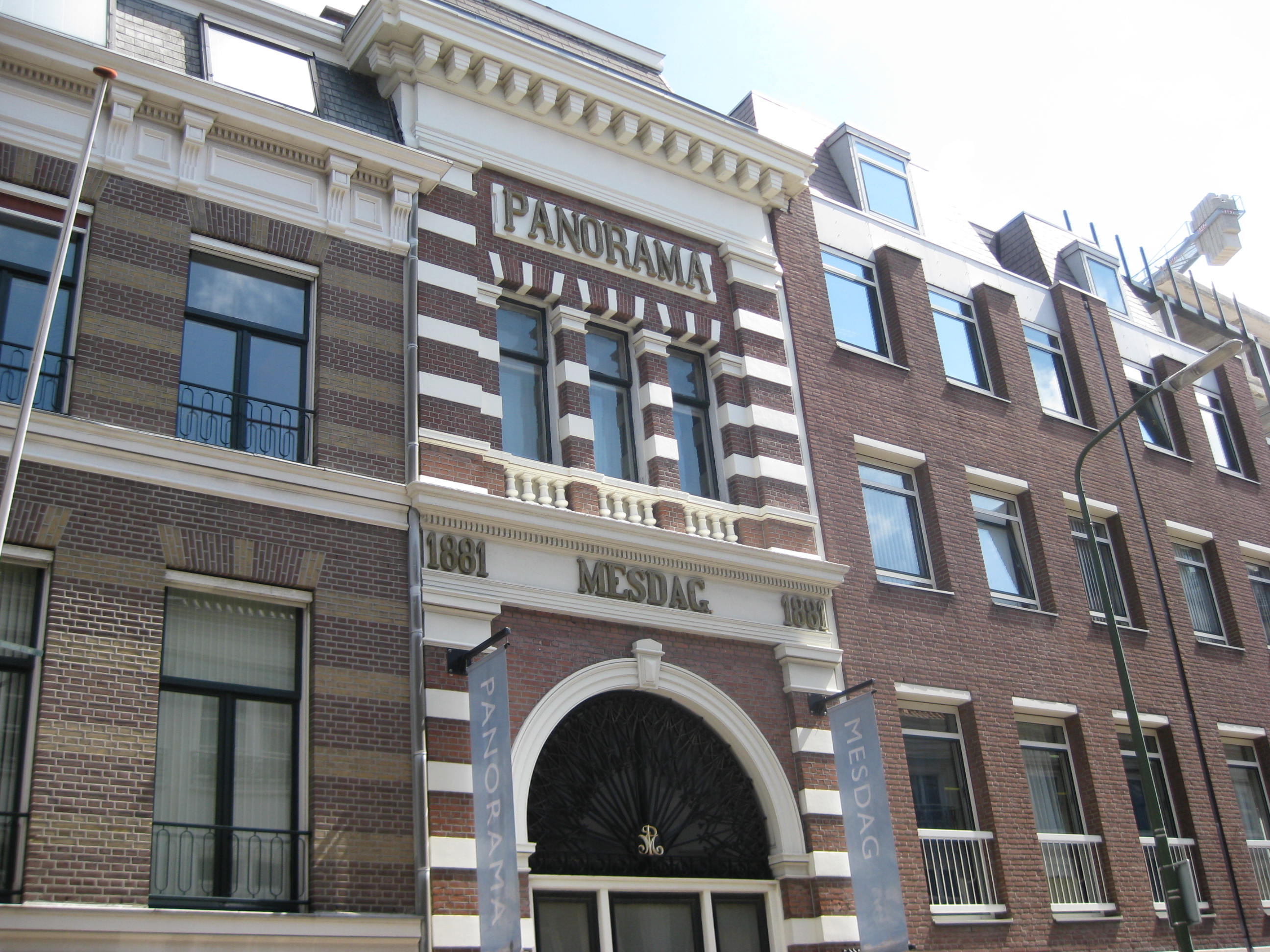
65: Panorama Mesdag
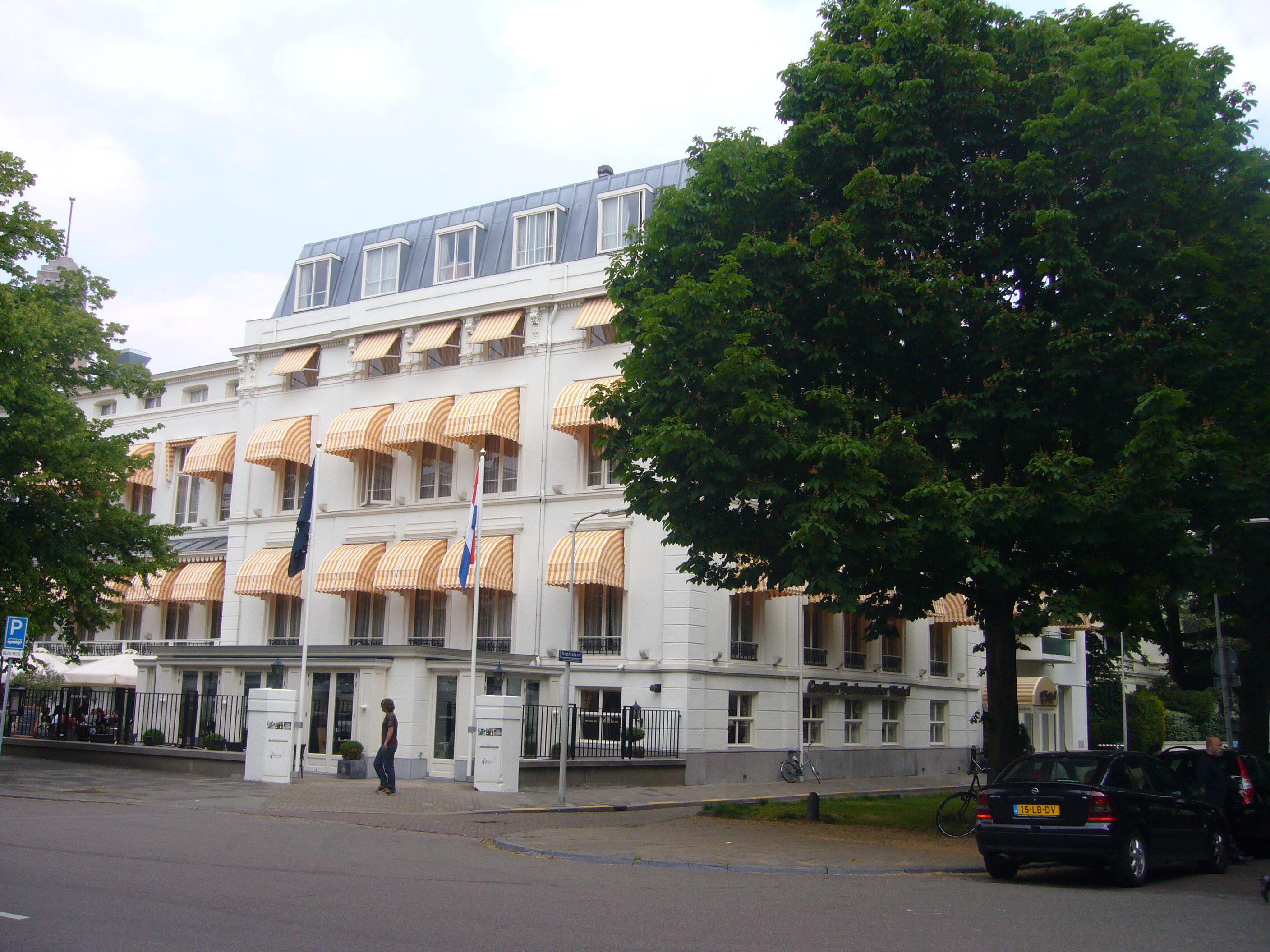
Ambassador Hotel
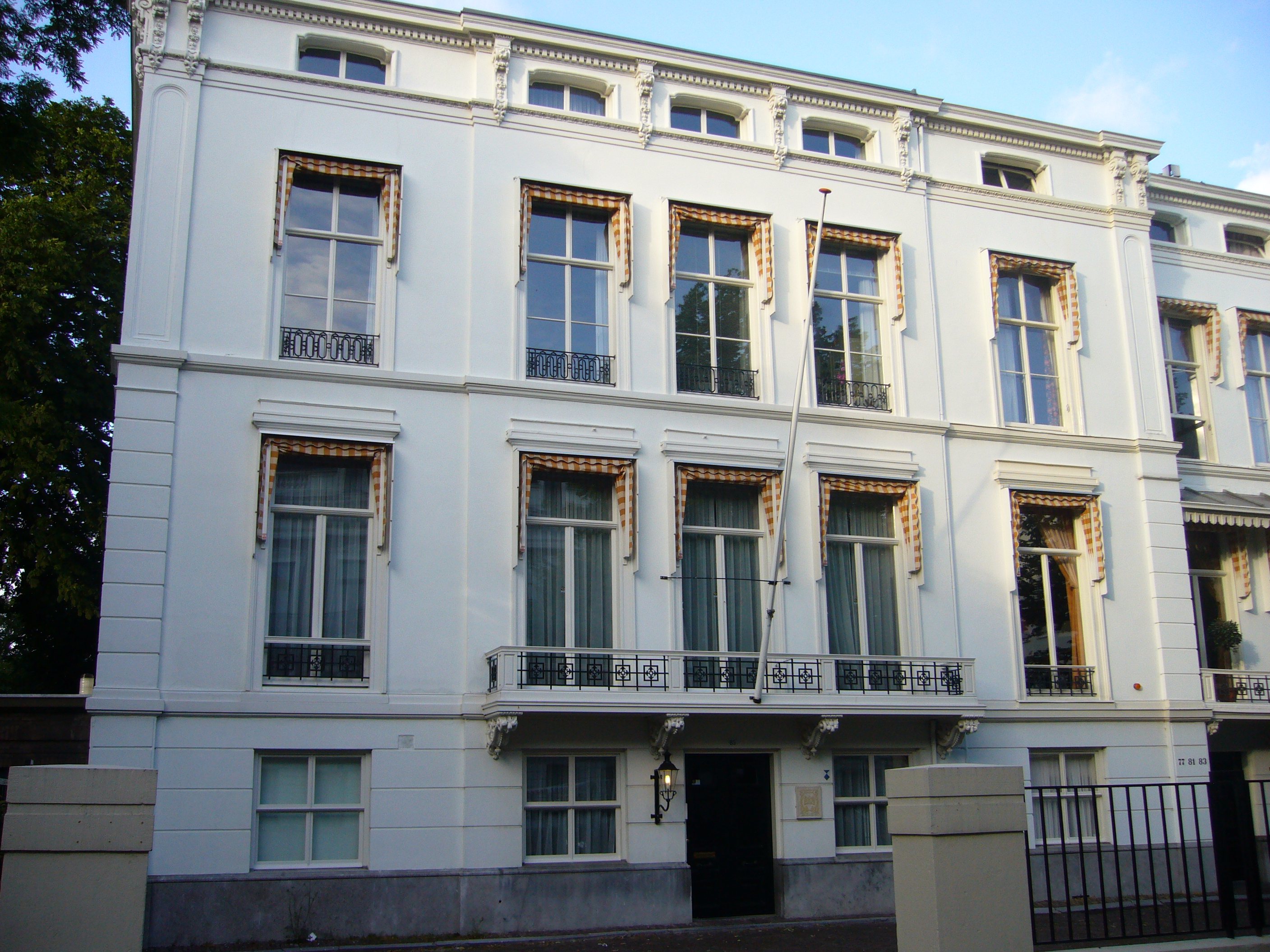
85: Oorlogsgravenstichting